# Hulsberg

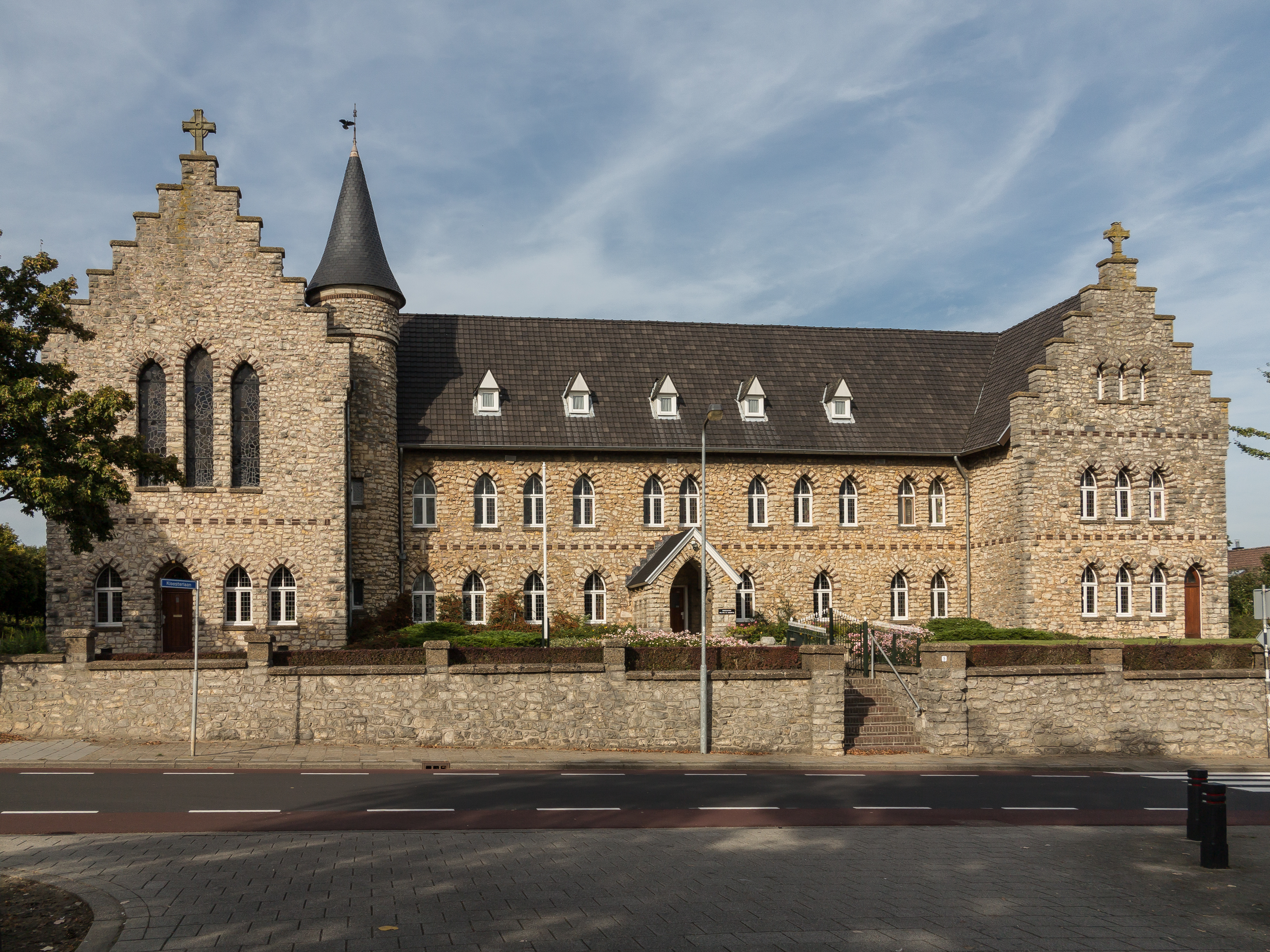
Hulsberg, le monastère

Hulsberg (en limbourgeois : Hölsberg) est un village situé dans la commune néerlandaise de Beekdaelen, dans la province du Limbourg. En 2021, il possédait 3960 habitants.

## Histoire
Hulsberg fut une commune indépendante jusqu'au 1er janvier 1982. À cette date, la commune fut supprimée et rattachée pour la plus grande partie à Nuth. Une autre partie de son territoire allait aux communes de Fauquemont-sur-Gueule et Voerendaal. Déjà en 1941, Hulsberg a perdu 0,96 km2 et 919 habitants en faveur de la commune de Valkenburg-Houthem. Le 1er janvier 2005, le village comptait 3 490 habitants. Au recensement de 2021, ce chiffre avait augmenté: le village comptait désormais 3960 habitants.